# پوگروم کاوناس

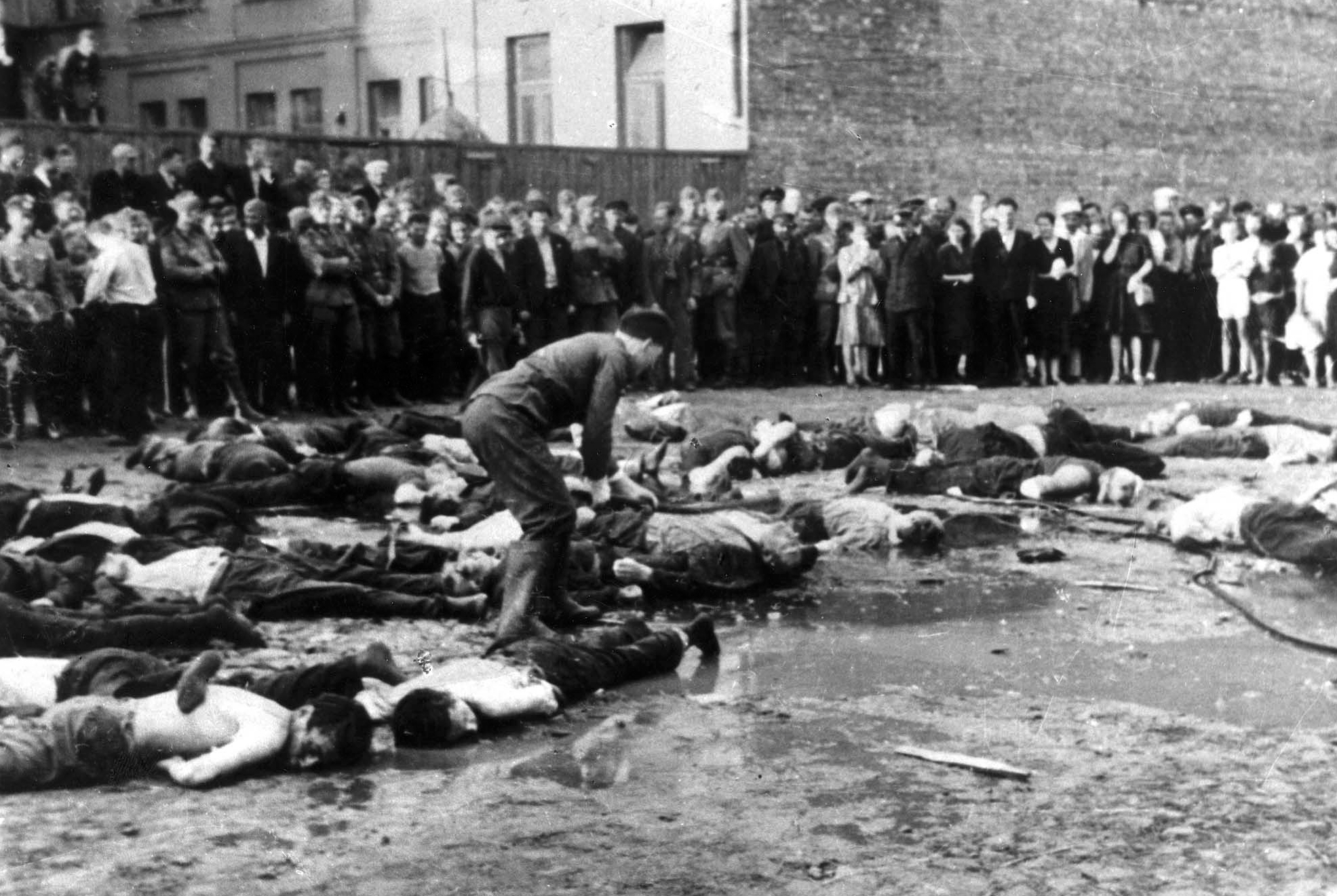
غیرنظامیان لیتوانیایی و سربازان آلمانی در حال تماشای کشتار ۶۸ یهودی در گاراژ لیتوکیس در کاوناس در ۲۵ یا ۲۷ ژوئن ۱۹۴۱ هستند. تصویر توسط یک سرباز آلمانی گرفته شده‌است که گزارش کرده جماعت لیتوانیایی با کشته شدن هر یهودی اقدام به تشویق و دست زدن می‌کردند.

پوگروم کاوناس کشتار یهودیانی بود که در کاوناس، لیتوانی زندگی می‌کردند و در ۲۵ تا ۲۹ ژوئن ۱۹۴۱ – در جریان نخستین روزهای عملیات بارباروسا و اشغال لیتوانی توسط آلمان نازی – رخ داد. بدترین حادثه این پوگروم در گاراژ ساختمان اداری NKVD در کاوناس رخ داد، که در آن ده‌ها مرد یهودی در ۲۷ ژوئن در مقابل جمعیتی از مردان، زنان و کودکان لیتوانیایی مورد شکنجه قرار گرفته و اعدام شدند. این رویداد توسط یک سرباز آلمانی که از اتفاقات آن روز عکس گرفته، ثبت شده‌است و در آن مردی لیتوانیایی ملقب به «دلال مرگ» با وارد کردن ضربه با یک میله فلزی، هر کدام از این مردان را می‌کشد. پس از ژوئن، اعدام‌های سیستماتیک در دژهای گوناگون قلعه کائوناس، به ویژه دژ هفتم و نهم صورت گرفتند.

## پیشینه

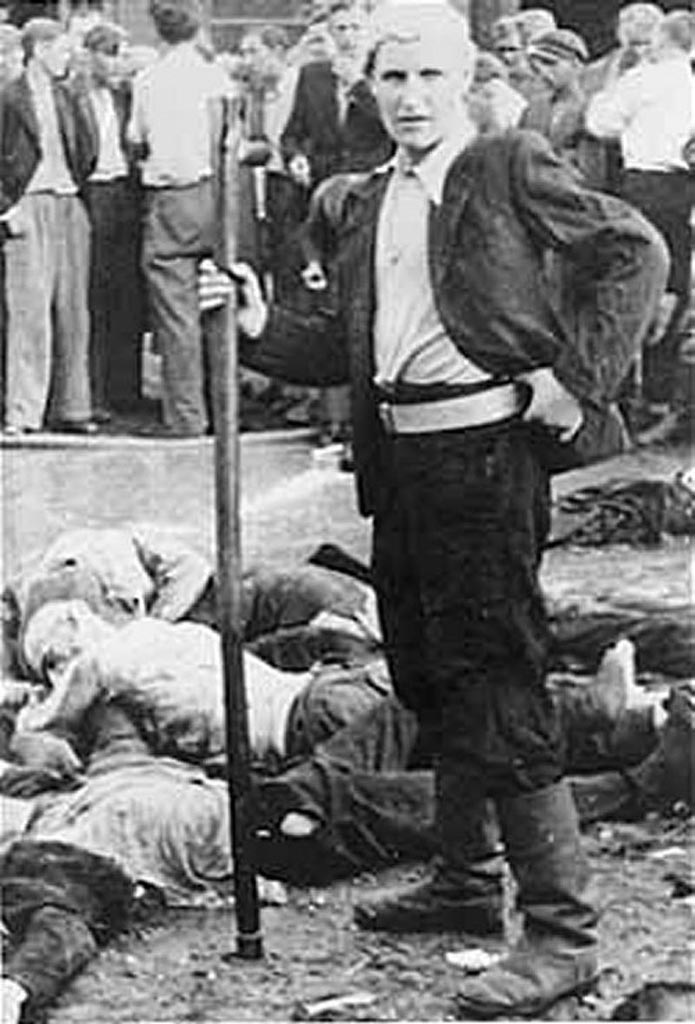
یکی از عاملین با نام نامشخص (شناخته شده با لقب «دلال مرگ») در جریان کشتار گاراژ لیتوکیس

جبهه کنشگران لیتوانیایی (LAF)، سازمانی آزادیبخش و ملی که در درون لیتوانی شوروی فعالیت می‌کرد، در عصر روز ۲۳ ژوئن ۱۹۴۱ کنترل شهر کاوناس و بیشتر حومه لیتوانی را به دست گرفت. در صبح ۲۵ ژوئن، اس‌اس-بریگادفورر فرانتس اشتالکر به کاوناس وارد شد و از مقر پلیس امنیت لیتوانی بازدید کرد. او سخنرانی طولانی ضد یهودیان کرد که در آن لیتوانیایی‌ها را به حل «مشکل یهود» تشویق می‌کرد. بر پایه‌گذارش اشتالکر در ۱۵ اکتبر، لیتوانیایی‌های محلی علاقه زیادی به پوگروم نداشتند و از این روی او ناچار شد از آلگیرداس کلیمایتیس و نیروهایش بهره بگیرد. کلیمایتیس یک واحد شبه‌نظامی تقریباً ۶۰۰ نفری را کنترل می‌کرد که در سووتسک توسط اس دی سازماندهی شده بود و از جبهه کنشگران فرمان نمی‌برد.

## کشتار

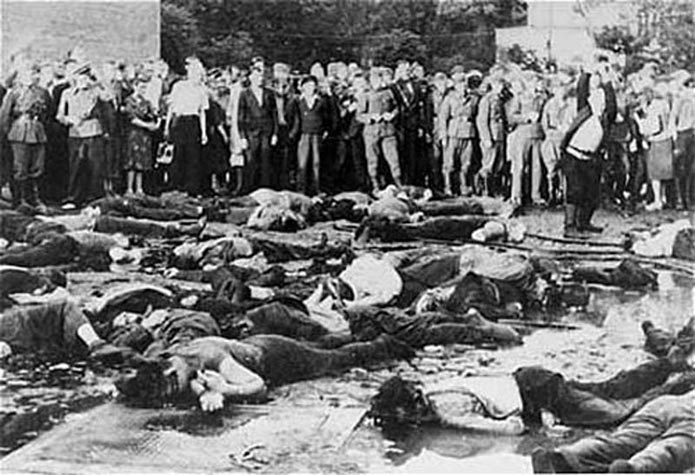
غیرنظامیان و سربازان آلمانی به قتل عام 68 یهودی در گاراژ لیتوکیس کاوناس (لیتوانی) در 25 یا 27 ژوئن 1941 نگاه می کنند.

از ۲۵ ژوئن، واحدهای سازمان یافته از سوی نازی‌ها به غیرنظامیان یهودی در اسلوبودکا، حومه یهودی کاوناس که محل یه‌شو معروف اسلبودکا بود، حمله کردند. به گفته ربی افرایم اوشری، آلمانی‌ها در پل به سوی اسلوبودکا حضور داشتند، اما این داوطلبان لیتوانیایی بودند که یهودیان را می‌کشتند. دست و پای ربی اسلوبودکا، راو زالمان اوسوفسکی، را به صندلی بستند، «سپس سر او را روی کتابی باز از تلمود گذاشتند و با اره از بدن جدا کردند»، و پس از آن نیز همسر و پسرش را کشتند. سر او را در پنجرهٔ محل اقامتش قرار داده بودند، با نوشته‌ای به صورت: «این همان کاری است که ما با همه یهودیان خواهیم کرد.»
از ۲۸ ژوئن ۱۹۴۱، طبق گفته اشتالکر، ۳۸۰۰ نفر در کاوناس و ۱۲۰۰ نفر دیگر در شهرهای مجاور کشته شدند. برخی بر این باورند که اشتالکر برای خودنمایی در تعداد کشته‌های خود اغراق کرده‌است.